# Baron ffrench

Wappen der Barone ffrench

Baron ffrench, of Castle ffrench in the County of Galway, ist ein erblicher britischer Adelstitel in der Peerage of Ireland.

## Verleihung
Der Titel wurde am 14. Februar 1798 für Rose ffrench geschaffen, Witwe des Sir Charles ffrench, 1. Baronet († 1784).
Die Verleihung erfolgte in Anerkennung der Leistungen ihres Sohnes, Sir Thomas ffrench, 2. Baronet. Dieser hatte sich als Katholik für die Rechte der Katholiken in Irland starkgemacht. Die Verleihung erfolgte an seine Mutter, da diese nominal Protestantin war und König Georg III. die Adelung eines Katholiken verweigert hatte. Bei Roses Tod 1805 erbte ihr Sohn Thomas schließlich den Titel.
Von seinem Vater hatte der 2. Baron den fortan nachgeordneten Titel Baronet, of Clogher in the County of Galway, geerbt, der diesem am 17. August 1779 in der Baronetage of Ireland verliehen worden war.

## Liste der Barone ffrench (1798)
- Rose ffrench, 1. Baroness ffrench († 1805)
- Thomas ffrench, 2. Baron ffrench (um 1765–1814)
- Charles ffrench, 3. Baron ffrench (1786–1860)
- Thomas ffrench, 4. Baron ffrench (1810–1892)
- Martin ffrench, 5. Baron ffrench (1813–1893)
- Charles french, 6. Baron ffrench (1868–1955)
- Peter ffrench, 7. Baron ffrench (1926–1986)
- Robuck ffrench, 8. Baron ffrench (* 1956)

Voraussichtlicher Titelerbe (Heir Presumptive) ist ein Onkel des aktuellen Titelinhabers, John ffrench (* 1928).